# Kleine stekelkruin
De kleine stekelkruin (Phacellodomus sibilatrix) is een zangvogel uit de familie Furnariidae (ovenvogels).

## Verspreiding en leefgebied
Deze soort komt voor van zuidelijk Bolivia en noordelijk Paraguay tot westelijk Uruguay en centraal Argentinië.

## Status
De grootte van de populatie is niet gekwantificeerd maar de soort wordt omschreven als vrij algemeen. Op de Rode lijst van de IUCN heeft deze soort de status niet bedreigd.